# گاس گرین‌اسمیت
فرگوس گاس گرین اسمیت (زاده ۲۶ دسامبر ۱۹۹۶) یک راننده رالی اهل بریتانیا است.

## حرفه رالی
خانواده گرین اسمیت مالک کراون اویل توزیع کننده سوخت و روان‌کننده خودرچ هستند. گاص گرین‌اسمیت دروازه‌بان جوانان سابق باشگاه منچستر سیتی بود قبل از رفتن به ورزش اتومبیلرانی و رانندگی در مسابقات رالی قهرمانی جهان.
او در منچستر به مدرسه رفت، در مسابقات قهرمانی جهانی کارتینگ زیر ۱۸ سال CIK-FIA در سال ۲۰۱۲ حضور پیدا کرد و در کنار چارلز لکلرک، بن بارنیکوات و جوی ماوسون و میان دیگر رانندگان مسابقه داد.
در سال ۲۰۱۴، گرین اسمیت با فورد فیستا آر۱ قهرمان مسابقات رالی نوجوانان بریتانیا شد و برای اولین بار با فورد فیستا آر۲ در مسابقات رالی ولزحضور یافت.

## رسانه
در سال ۲۰۱۵، او با ادریس البا در یک مجموعه مستند که در حال فیلمبرداری برای شبکه دیسکاوری بود، حضور پیدا کرد و با خودرو فورد فیستا رانندگی کرد.